# VIe législature de l'Assemblée d'Estrémadure
La VIe législature de l'Assemblée d'Estrémadure est un cycle parlementaire de l'Assemblée d'Estrémadure, d'une durée de trois ans et neuf mois, ouvert le 17 juin 2003 à la suite des élections du 25 mai précédent et clos le 3 avril 2007.

## Bureau
| Poste                  | Titulaire         | Parti | Parti   | Circonscription |
| ---------------------- | ----------------- | ----- | ------- | --------------- |
| Président              | Federico Suárez   |       | PSOE-Ex | Cáceres         |
| Premier vice-président | Alejo Salas       |       | PSOE-Ex | Cáceres         |
| Second vice-président  | Laureano León     |       | PP      | Cáceres         |
| Première secrétaire    | Ascensión Murillo |       | PSOE-Ex | Badajoz         |
| Second secrétaire      | Fernando Baselga  |       | PP      | Badajoz         |

## Groupes parlementaires
| Nom | Nom               | Début | Fin | Porte-parole      |
| --- | ----------------- | ----- | --- | ----------------- |
|     | Groupe socialiste | 36    | 36  | Luciano Fernández |
|     | Groupe populaire  | 26    | 26  | Javier Casado     |
|     | Groupe mixte      | 3     | 3   | Teresa Rejas      |

## Commissions parlementaires
| Commission                                                                                        | Président                       | Parti   | Parti | Circonscription |
| ------------------------------------------------------------------------------------------------- | ------------------------------- | ------- | ----- | --------------- |
| Commissions permanentes législatives                                                              |                                 |         |       |                 |
| Commission de l'Agriculture et de l'Environnement                                                 | Antonio Olivenza                | PSOE-Ex |       | Cáceres         |
| Commission de l'Agriculture et de l'Environnement                                                 | Gloria Ojalvo (26.02.2006)      | PSOE-Ex |       | Cáceres         |
| Commission du Bien-être social et de la Coopération internationale                                | Manuela Frutos                  | PSOE-Ex |       | Badajoz         |
| Commission de la Culture, de la Jeunesse et de la Femme                                           | Luciano Fernández               | PSOE-Ex |       | Badajoz         |
| Commission du Développement rural                                                                 | José María Rodríguez            | PSOE-Ex |       | Cáceres         |
| Commission de l'Économie et du Travail                                                            | Juan Ramón Ferreira             | PSOE-Ex |       | Cáceres         |
| Commission des Finances et du Budget                                                              | José Antonio Echávarri          | PP      |       | Cáceres         |
| Commission de l'Industrie, du Commerce et du Tourisme                                             | Félix Dillana                   | PSOE-Ex |       | Cáceres         |
| Commission de l'Organisation administrative, de l'Intérieur et de la Justice                      | Pilar Blanco-Morales            | PSOE-Ex |       | Badajoz         |
| Commission de l'Organisation administrative, de l'Intérieur et de la Justice                      | Concepción Chavero (24.05.2004) | PSOE-Ex |       | Badajoz         |
| Commission de la Santé et de la Consommation                                                      | Juan Manuel Hernández           | PSOE-Ex |       | Cáceres         |
| Commission de l'Éducation et de l'Innovation technologique Commission de l'Éducation (28.02.2005) | Carlos Sánchez                  | PSOE-Ex |       | Cáceres         |
| Commission de l'Équipement (jusqu'au 25.02.2005)                                                  | Francisco Macías                | PSOE-Ex |       | Badajoz         |
| Commission de l'Équipement et de l'Innovation technologique (à partir du 25.02.2005)              | Rafael Lemus                    | PSOE-Ex |       | Badajoz         |
| Commission du Logement (à partir du 23.02.2005)                                                   | Blanca Martín                   | PSOE-Ex |       | Cáceres         |
| Commissions permanentes non-législatives                                                          |                                 |         |       |                 |
| Commission du Règlement                                                                           | Federico Suárez                 | PSOE-Ex |       | Cáceres         |
| Commission du Statut des députés                                                                  | Juan Ramón Ferreira             | PSOE-Ex |       | Cáceres         |
| Commission des Pétitions                                                                          | Federico Suárez                 | PSOE-Ex |       | Cáceres         |
| Commission du Contrôle de la télévision publique régionale                                        | Francisco Macías                | PSOE-Ex |       | Badajoz         |

## Gouvernement et opposition
| Candidat                            | Date                                    | Vote       |              |    |         | Résultat |
| Candidat                            | Date                                    | Vote       | PSOE-Ex-Reg. | PP | IU-SIEX | Résultat |
| Juan Carlos Rodríguez Ibarra (PSOE) | 23 juin 2003 (majorité absolue requise) | Oui        | 36           |    |         | 36 / 65  |
| Juan Carlos Rodríguez Ibarra (PSOE) | 23 juin 2003 (majorité absolue requise) | Non        |              | 26 | 3       | 29 / 65  |
| Juan Carlos Rodríguez Ibarra (PSOE) | 23 juin 2003 (majorité absolue requise) | Abstention |              |    |         | 0 / 65   |

## Désignations

### Sénateurs
| Parti | Parti | Sénateurs désignés              | Voix |
| ----- | ----- | ------------------------------- | ---- |
| PSOE  |       | Francisco Fuentes Gallardo      | 62   |
| PP    |       | Carlos Javier Floriano Corrales | 62   |

- Désignation : 23 juin 2003.